# La tua prima volta
La tua prima volta è un film commedia del 1985 diretto da Arduino Sacco.